# Oryza latifolia
Oryza latifolia este o specie de plante din genul Oryza (orez), familia Poaceae, subfamilia Oryzoideae.